# Primera Rebelión de Tarnovo
La primera rebelión de Tárnovo (en búlgaro: Първо Търновско въстание, Parvo tarnovsko vastanie) fue un levantamiento búlgaro contra el Dominio Otomano que tuvo lugar en 1598 en la antigua capital de Bulgaria, Veliko Tárnovo. Liderada por figuras religiosas y comerciantes, la rebelión buscó aprovechar el contexto de la Guerra de los Quince Años (1593 - 1606) entre el Imperio otomano y la Monarquía de los Habsburgo para restaurar la independencia búlgara, pero fue reprimida por las autoridades otomanas tras un breve período de control local.
La rebelión fue organizada por líderes religiosos, así como figuras públicas y comerciantes. Entre ellos el arzobispo de Tárnovo Dionisio Rallis, el noble Teodoro Balina de Nikópol, así como los comerciantes locales de Ragusa Pavel Đorđić y los hermanos Sorkočević, con los obispos Teófanes de Lovech, Jeremías de Rousse, Espiridón de Shumen y Metodio de Tracia y otras figuras religiosas de alto rango también tomaron parte en la organización.Durante el breve período de control, los rebeldes intentaron establecer relaciones con los Habsburgo y los gobernantes de Valaquia y Transilvania para obtener apoyo militar. Según algunas fuentes, un plan para coordinar acciones con potencias cristianas fue discutido en Viena en 1597, aunque no hay evidencia clara de que este plan se concretara.
La invasión de las fuerzas de Valaquia bajo Miguel el Valiente en las tierras búlgaras septentrionales en el otoño de 1598 proporcionó las buenas condiciones para la rebelión, como compañero del ejército cristiano que apoyaría la insurrección según el plan. En el momento en que los otomanos se involucraron en Larga Guerra con la monarquía de los Habsburgo, un presunto descendiente de la dinastía medieval Shishman fue proclamado zar de Bulgaria  (como Shishman III) en un acto simbólico, y Tárnovo fue brevemente liberado, con cerca de 12.000 personas reunidas.
Sin embargo, las autoridades otomanas reaccionaron de inmediato y rápidamente reconquistaron la ciudad utilizando un ejército regular, suprimiendo la rebelión brutalmente. Se desconoce hasta donde fue la escala de la primera rebelión de Tárnovo, pero de acuerdo a la información fragmentaria pudo haber incluido las regiones de Ohrid, donde fue asesinado el arzobispo local, así como Sofía y Niš, donde los viajeros austriacos mencionan haber visto cadáveres expuestos y cabezas humanas cortadas.
Como consecuencia, cerca de 16.000 búlgaros fueron ejecutados o huyeron, estimando unos miles de búlgaros, principalmente del centro del país, cruzaron el Danubio y se establecieron en la vecina Valaquia, donde formaron comunidades bajo la protección de Miguel el Valiente. No hay registros precisos sobre el número de desplazados ni sobre la escala exacta de la represión, pero el evento marcó un precedente para futuros levantamientos búlgaros como Segundo Levantamiento de Tárnovo o contra el Dominio Otomano.